# Facundo Pereyra
Facundo Abel Pereyra (Zárate, 3 settembre 1987) è un calciatore argentino, centrocampista del Def. de Belgrano.